# Alvio Vaglini

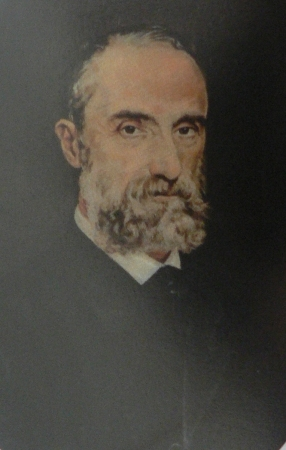
Ritratto di Cesare Studiati, di Alvio Vaglini, Fondazione Palazzoblu

Alvio Vaglini (Pisa, 2 dicembre 1906 – Pisa, 10 ottobre 1994) è stato un pittore e scultore italiano.

## Biografia
Nacque a Pisa da Ugo Vaglini, architetto, e Gina Antoni. Rimasto orfano di madre pochi giorni dopo la nascita fu allevato e cresciuto dalle tre zie paterne.
Nel 1917 fu messo in collegio presso la "Sacra Famiglia" di Pisa  ma ben presto risultò evidente che predominava in lui la voglia di dedicarsi all'arte piuttosto che alle materie propedeutiche al liceo. Nel 1920 quindi fu iscritto alla Scuola industriale di arti e mestieri, prima nella sezione meccanici e poi finalmente nella sezione arti. Dopo quattro anni conseguì il diploma con il massimo dei voti ricevendo quindi un premio in denaro (500 lire) dalla Cassa di Risparmio.
Decise di frequentare lo studio dello scultore Francesco Petroni a Lucca, ma poiché questi aveva troppi allievi fu indirizzato al maestro Giuseppe Baccelli. Inizio così la sua produzione artistica, prima nello studio di Lucca e successivamente in un suo studio privato a Pisa. In quel periodo eseguì diversi lavori per l'Università, la Provincia e il Comune, tra cui busti di Vittorio Emanuele II, di Benito Mussolini e della Regina Elena.
Nel 1935 sposò Pierina Vottero e si trasferì a Lucca; dal matrimonio nacquero due figli, Ugo e Flora.
Con lo scoppio della seconda guerra mondiale si trasferì con la famiglia a Molina di Quosa, in provincia di Pisa, ritenendola più sicura rispetto alla città. Nell'agosto del 1944 venne però catturato dalle truppe tedesche e trasferito a Bologna dove rimase fino a maggio del 1945.
Finita la guerra riprese gradualmente la sua carriera eseguendo lavori commissionati dalla Cassa di Risparmio, tra questi i ritratti ad olio degli otto presidenti dell'Istituto susseguitisi dal 1834 al 1944. Negli anni sessanta partecipò alla Quadriennale di Roma ed eseguì lavori importanti come i bassorilievi del CAMEN (Centro per l'energia nucleare), monumenti funebri per il cimitero (tra cui quello del Prof. Tenani), alcuni lavori nella chiesa di Ponte a Egola e il fonte battesimale nella chiesa di Santa Caterina a Pisa.
Nel 1986 venne organizzata, dalla figlia Flora, una mostra a Bologna presso la Galleria "Il Caminetto" per celebrare gli ottanta anni di vita dello scultore. 
Morì a Pisa il 10 ottobre del 1994.

## Alcune opere
- Monumento a Goffredo Mameli (1926)
- Autunno, gesso cm 179, 1939 (Giardino di Molina di Quosa)
- Allegoria, travertino, 1937 (Facoltà di Agraria)
- Guglielmo Marconi, bassorilievo in pietra, 1938
- Senatore Francesco Gabba, bassorilievo in gesso, 1936
- Melagro, marmo, 1940
- Maternità, bassorilievo in gesso, 1950-1984
- Fauno e bimbo, gesso, 1948
- Evangelista San Matteo, gesso, 1960
- Annunciazione, bronzo, 1984
- Santa Zita, gesso, 1955
- Venere, cemento bianco, 1951 (Tirrenia, Pisa)
- Primavera, bronzo, 1984
- Polene dell barche delle Repubbliche Marinare, legno, 1957
- Monumento a Galilei, gesso, 1967